# 天野健太郎 (呉市長)
天野 健太郎（あまの けんたろう、1875年（明治8年）3月9日 - 1937年〈昭和12年〉6月17日）は、日本の商人（呉服商）、政治家。広島県呉市長。廣島銀行、呉銀行各取締役。広島合同貯蓄銀行常務取締役。族籍は広島県平民。

## 経歴
広島県平民・天野健左衛門の長男。生家は代々農業を営む。1897年、呉服商店を開始する。1898年、家督を相続する。23歳の壮齢に早くも和庄町助役となり、2年余在職する。1902年、市会議員に当選し、翌年市助役に就任。
1908年、市参事会員となる。1909年、推されて廣島銀行取締役呉支店長に任ぜられる。1911年、市会議長となる。1917年8月、市長に就任。

## 人物
趣味・嗜好は囲碁、謡曲、書画、釣魚、大弓。宗教は真宗。住所は呉市和庄町八幡通、呉市元町。

## 家族・親族
天野家
- 父・健左衛門（広島平民）[3][6]
- 母・シツノ（1855年 - ?、広島、宮原周伯の長女）[3][6]
- 妻・コスエ（1878年 - ?、広島、豊田実穎の妹）[3][6]
- 長男・健雄（1897年 - ?、東京商工会議所理事[4]）[3][6]
- 二男[6]
- 三男[6]
- 四男[6]
- 長女[3]
- 二女[3]
- 三女[6]
- 四女[6]